# Samantha Kesslerová
Samantha Rachel Kesslerová Da Cunhaová (* 4. září 1988) je argentinská a brazilská atletka – diskařka a zápasnice – judistka, sambistka.

## Sportovní kariéra
Narodila se do argentinsko-brazilské rodiny. Od svých 8 let vyrůstala v Indaiatuba ve státě São Paulo. V mládí začala s lehkou atletikou. S judem se seznámila teprve v 16 letech. Po rozvodu rodičů se přestěhovala s matkou do argentinského Santa Fe. V roce 2010 se prosadila do argentinské judistické a sambistické ženské reprezentace v těžké váze. V roce 2012 a 2016 se na olympijské hry nekvalifikovala.

### Vítězství na mezinárodních turnajích
- 2017 – 1x světový pohár (Buenos Aires)

## Výsledky

### Judo
| Turnaj                  | 2011       | 2012       | 2013       | 2014       | 2015       | 2016       |
| Turnaj                  | 23         | 24         | 25         | 26         | 27         | 28         |
| Turnaj                  | těžká váha | těžká váha | těžká váha | těžká váha | těžká váha | těžká váha |
| ----------------------- | ---------- | ---------- | ---------- | ---------- | ---------- | ---------- |
| Olympijské hry          |            | —          |            |            |            | —          |
| Mistrovství světa       | —          |            | úč.        | —          | —          |            |
| Panamerické hry         | 7.         |            |            |            | 5.         |            |
| Panamerické mistrovství | úč.        | 7.         | —          | 7.         | 7.         | úč.        |
| Jihoamerické hry        |            |            |            | 3.         |            |            |

### Sambo
| Turnaj            | 2011 | 2012 | 2013 |
| Turnaj            | 23   | 24   | 25   |
| Turnaj            | +80  | +80  | +80  |
| ----------------- | ---- | ---- | ---- |
| Mistrovství světa | 5.   | 5.   | úč.  |
| Univerziáda       |      |      | 2.   |